# Lasiocala letiranti
Lasiocala letiranti är en skalbaggsart som beskrevs av Soula 2006. Lasiocala letiranti ingår i släktet Lasiocala och familjen Rutelidae. Inga underarter finns listade i Catalogue of Life.